# Schutzpolizei

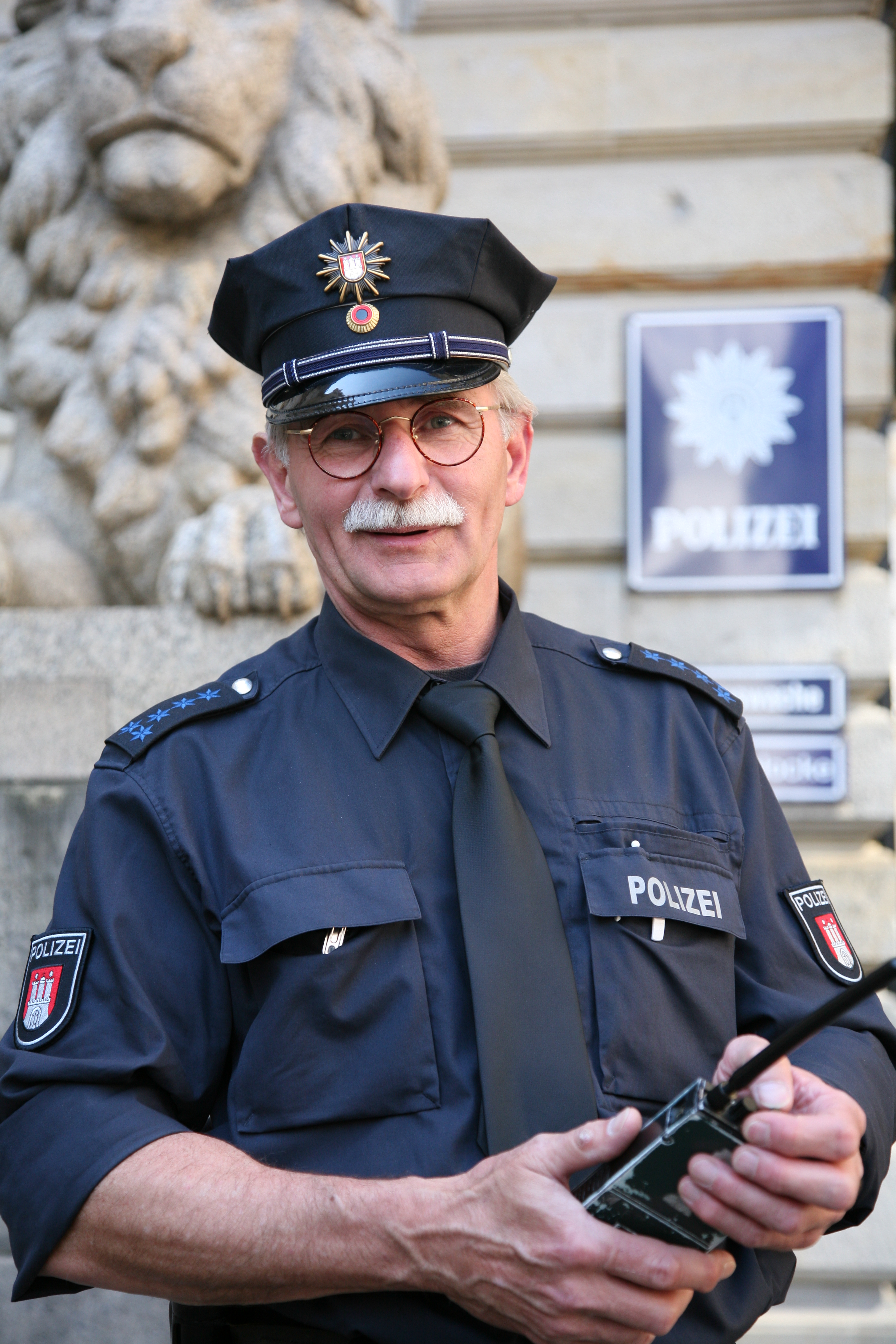
Oficial de la Schutzpolizei d'Hamburg.

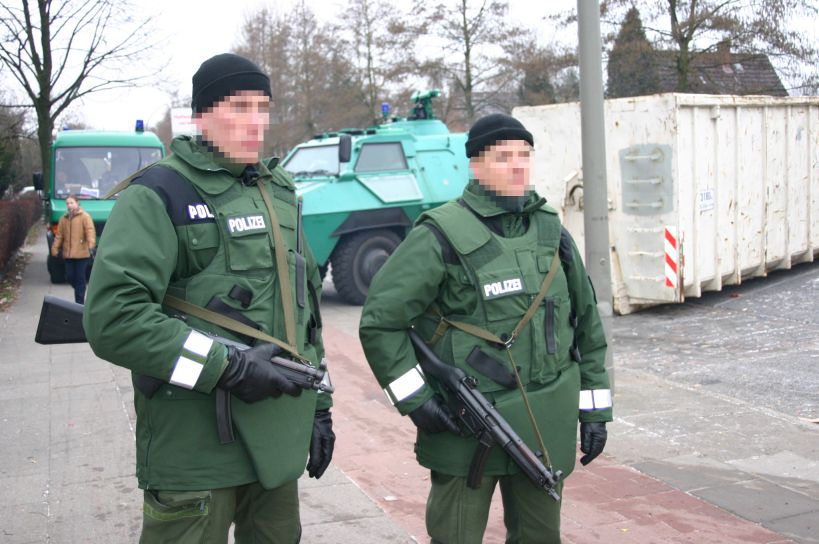
Oficials de la Schutzpolizei.

La Schutzpolizei, abreujat Schupo, és una ramificació de la Landespolizei, la policia dels estats alemanys. Schutzpolizei significa literalment "policia de seguretat" o "protecció", encara que sol traduir-se com a Policia uniformada.
Generalment la Schutzpolizei disposa del major nombre de personal, el qual està en servei les 24 hores del dia i que a més compta amb una àmplia gamma de funcions. Igual que en molts altres països, la policia uniformada alemanya sol ser la primera a arribar a l'escena d'un incident, ja es tracti d'un assassinat o d'un accident de trànsit. També es fan càrrec de l'acció inicial (Erster Angriff), fins i tot si posteriorment el cas és lliurat als investigadors de la Kriminalpolizei (Kripo).

## Història
Durant l'època nazi, després d'un decret de Hitler al juliol 1936 que "unificava el control de les funcions policials en el Reich", la Schutzpolizei va passar a formar part de la nova Ordnungspolizei. Més endavant, ja en el transcurs de la Segona guerra mundial, la Schupo va ser responsable de diverses massacres contra la població civil polonesa i les comunitats jueves recloses en els Guetos de l'Europa oriental.